# Брим, Джулиан
Джулиан Брим (англ. Julian Bream; 15 июля 1933, Лондон — 14 августа 2020) ― английский классический гитарист и лютнист.
Игре на гитаре учился под руководством отца, в четырнадцать лет впервые выступил с сольным концертом в Челтнеме. Брим продолжил совершенствоваться как гитарист во время обучения в Королевском колледже музыки (гитара там не преподавалась, и Брим учился в классах фортепиано и виолончели). В первой половине 1950-х он успешно выступал в городах Британии, а после концертов в Швейцарии в 1954 ― по всей Европе. В 1957 Брим стал первым исполнителем в Британии концерта для гитары с оркестром Вилла-Лобоса (за год до того он лично познакомился с композитором), а через год дебютировал в США.
Параллельно с карьерой гитариста Брим с 1950 года осваивал ренессансную лютню, вскоре выдвинувшись в число ведущих исполнителей на этом инструменте. Вместе с певцом Питером Пирсом он исполнял сочинения елизаветинской эпохи для голоса и лютни, возродив интерес к этому жанру и вдохновив ряд современных композиторов на создание песен для голоса и гитары. В 1959 Брим основал ансамбль «Julian Bream Consort», исполнявший старинную музыку. В репертуаре Брима также появляются новые сочинения, написанные специально для него Малкольмом Арнолдом (Концерт для гитары с оркестром, Фантазия для гитары соло), Бенджамином Бриттеном (Ноктюрнал на темы Джона Доуленда), Ленноксом Беркли (Концерт, Сонатина, Тема с вариациями), Лео Брауэром (Концерт № 3, Соната) и многими другими композиторами.
Творческое сотрудничество связывало Брима с известными музыкантами, среди которых ― Джордж Малкольм (лютня, клавесин) и Джон Уильямс (гитара). За альбом, записанный совместно в 1973 году, Брим и Уильямс получили премию «Грэмми». Брим выступал на телевидении с мастер-классами и циклами передач по истории гитары. Обширная дискография музыканта включает в себя почти весь репертуар, написанный для гитары и для лютни.
Введён в Зал славы журнала Gramophone.